# روز یادبود

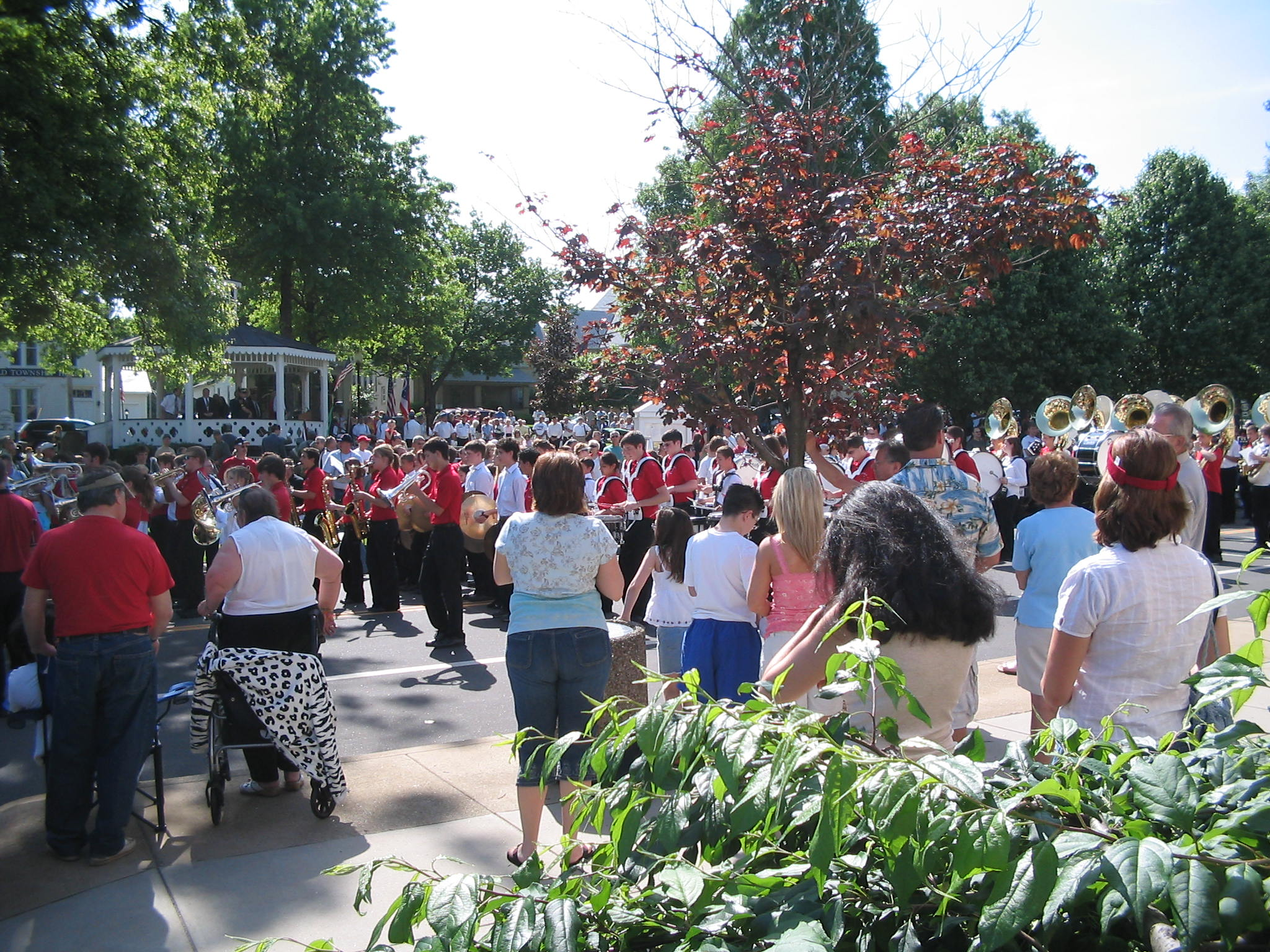
مراسم جشن در یکی از روستاهای آمریکا

روز یادبود (به انگلیسی: Memorial Day) نام یکی از تعطیلات رسمی فدرال در ایالات متحده آمریکا است.
این روز آخرین دوشنبه ماه مه است. این روز به یاد کسانی که جان خود را در نیروی ارتش ایالات متحده امریکا از دست داده‌اند برگزار می‌شود. پیش تر این روز با نام روز دکوراسیون (به انگلیسی: Decoration Day) شناخته می‌شد. در گذشته این روز تنها به یاد کسانی بود که جان خود را در جنگ‌های داخلی آمریکا از دست داده‌اند. طی این روز، داوطلبان ارتش مزار سربازان قربانی را به پرچم آمریکا مزین می‌کنند. درروز یادبود، پرچم‌های آمریکا در سراسر این کشور تا نیمروز به حالت نیمه افراشته درمی آیند و بعد، برای باقی روز، به حال عادی برمی گردند. این روز همزمان با اولین روز آغاز تعطیلات تابستان است.
امروزه، روز یادبود روزی برای بازدید از گورستان‌ها و یادبودها جهت سوگواری برای پرسنل نظامی است که در حین انجام وظیفه جان خود را از دست داده‌اند. داوطلبان پرچم‌های آمریکا را بر روی قبور این پرسنل نظامی در گورستان‌های ملی قرار خواهند داد.
اولین گرامیداشت ملی روز یادبود در ۳۰ مه ۱۸۶۸ اتفاق افتاد. این تعطیلی که آن زمان به عنوان روز تزئین شناخته می‌شد و در ۳۰ مه برگزار می‌گردید، توسط فرمانده کل جان ای. لوگان از ارتش بزرگ جمهوری برای گرامیداشت سربازان اتحادیه که در جنگ داخلی آمریکا جان باخته بودند، اعلام شد. این گرامیداشت ملی پس از بسیاری از گرامیداشت‌های محلی صورت گرفت که بین پایان جنگ داخلی و اعلامیه لوگان آغاز شده بودند. بسیاری از شهرها و افراد ادعا کرده‌اند که اولین بار این روز را گرامی داشته‌اند. با این حال، اداره ملی گورستان‌ها، بخشی از وزارت امور سربازان بازنشسته، اعتبار شروع «ایده پخش گل بر روی قبور سربازان جنگ داخلی - اتحادیه و کنفدراسیون» را به مری آن ویلیامز می‌دهد.
به رسمیت شناخته شدن رسمی این روز به عنوان یک تعطیلی در میان ایالت‌ها گسترش یافت و با نیویورک در سال ۱۸۷۳ آغاز شد. تا سال ۱۸۹۰، هر ایالت اتحادیه آن را پذیرفته بود. جنگ‌های جهانی آن را به روزی برای یادبود همه اعضای ارتش ایالات متحده که در خدمت جنگیدند و جان باختند، تبدیل کرد. در سال ۱۹۶۸، کنگره گرامیداشت آن را به آخرین دوشنبه ماه مه تغییر داد و در سال ۱۹۷۱ نام آن را به «روز یادبود» استاندارد کرد. دو روز دیگر نیز کسانی را که در ارتش ایالات متحده خدمت کرده‌اند یا در حال خدمت هستند، جشن می‌گیرد: روز نیروهای مسلح، که در اوایل ماه مه است، یک تعطیلی غیررسمی ایالات متحده برای گرامیداشت کسانی که در حال حاضر در نیروهای مسلح خدمت می‌کنند، و روز کهنه سربازان در ۱۱ نوامبر، که همه کسانی را که در نیروهای مسلح ایالات متحده خدمت کرده‌اند، گرامی می‌دارد.

## تاریخچه
شهرهای مختلف و افراد گوناگونی ادعای مبدأ روز یادبود را داشته‌اند. در برخی از این موارد، این ادعاها به رویدادهای مستندی مربوط می‌شوند که قبل یا بعد از جنگ داخلی آمریکا رخ داده‌اند. برخی دیگر ممکن است از سنت‌های کلی تزئین قبور سربازان با گل سرچشمه گرفته باشند، نه از رویدادهای خاصی که منجر به اعلامیه ملی شده‌اند. قبور سربازان در ایالات متحده قبل و در طول جنگ داخلی آمریکا تزئین می‌شدند. سایر ادعاها ممکن است کمتر معتبر باشند، به نظر برخی از محققان، بدون مدرک اعتبار را به خود اختصاص می‌دهند، در حالی که رویدادها یا ارتباطات با شواهد بهتر را از بین می‌برند.

### در جنوب
در ۱ مه ۱۸۶۵، در چارلستون، کارولینای جنوبی، جمعیت سیاه‌پوست که به تازگی آزاد شده بودند، یک رژه ۱۰٬۰۰۰ نفری را برای گرامیداشت ۲۵۷ سرباز کشته شده اتحادیه برگزار کردند. این سربازان در یک گور دسته‌جمعی در پیست مسابقه واشنگتن دفن شده بودند، که در اردوگاه زندانیان کنفدراسیون در آنجا جان باخته بودند. پس از سقوط شهر، جمعیت سیاه‌پوست آزاد شده، سربازان را از زیر خاک بیرون آورده و به درستی دفن کردند و بر روی قبورشان گل گذاشتند. این رویداد در آن زمان در چارلستون دیلی کورییر و نیویورک تریبیون گزارش شد. دیوید بلایت، مورخ، این یادبود را اولین روز یادبود نامیده است. با این حال، هیچ ارتباط مستقیمی بین این رویداد و اعلامیه ژنرال جان لوگان در سال ۱۸۶۸ برای یک تعطیلی ملی برقرار نشده است.

## تغییر نام
تا قرن بیستم، سنت‌های مختلف یادبود اتحادیه، که در روزهای مختلف جشن گرفته می‌شدند، با هم ادغام شدند و روز یادبود در نهایت برای گرامیداشت همه آمریکایی‌هایی که در خدمت ارتش ایالات متحده جنگیدند و جان باختند، گسترش یافت. ایندیانا از دهه ۱۸۶۰ تا ۱۹۲۰ شاهد بحث‌های بی‌شماری در مورد چگونگی گسترش این جشن بود. این یک فعالیت لابی‌گری مورد علاقه ارتش بزرگ جمهوری (GAR) بود. یک کتاب راهنمای GAR در سال ۱۸۸۴ توضیح داد که روز یادبود «مهم‌ترین روز در تقویم GAR» از نظر بسیج حمایت عمومی برای حقوق بازنشستگی بود. این کتاب به اعضای خانواده توصیه می‌کرد که در هوشیار نگه داشتن کهنه سربازان «بسیار دقت کنند».
سخنرانی‌های روز یادبود فرصتی برای کهنه سربازان، سیاستمداران و روحانیون شد تا جنگ داخلی آمریکا را گرامی بدارند و در ابتدا، «فجایع» دشمن را دوباره مطرح کنند. آنها دین و ناسیونالیسم جشن‌آمیز را با هم آمیختند و به آمریکایی‌ها اجازه دادند تا تاریخ خود را از منظر فداکاری برای ملتی بهتر درک کنند. مردم با هر عقیده مذهبی به این جشن پیوستند، از جمله سربازان آلمانی و ایرلندی – اقلیت‌های قومی که در آن زمان با تبعیض روبرو بودند – که در «غسل تعمید خون» در میدان نبرد به آمریکایی‌های واقعی تبدیل شده بودند.
در پایتخت ملی در سال ۱۹۱۳، «گردهمایی چهار روزه آبی-خاکستری» شامل رژه‌ها، بازسازی‌ها و سخنرانی‌های بسیاری از شخصیت‌های برجسته، از جمله رئیس‌جمهور وودرو ویلسون، اولین جنوبی که از زمان جنگ به کاخ سفید انتخاب شده بود، بود. جیمز هفلین از آلاباما سخنرانی اصلی را ایراد کرد. هفلین سخنوری برجسته بود؛ انتخاب او به عنوان سخنران روز یادبود مورد انتقاد قرار گرفت، زیرا او به دلیل حمایتش از تفکیک نژادی مورد مخالفت بود؛ با این حال، سخنرانی او لحنی معتدل داشت و بر وحدت ملی و حسن نیت تأکید داشت و مورد تحسین روزنامه‌ها قرار گرفت.
نام «روز یادبود»، که برای اولین بار در سال ۱۸۸۲ استفاده شد، پس از جنگ جهانی دوم به تدریج رایج‌تر از «روز تزئین» شد، اما تا سال ۱۹۶۷ توسط قانون فدرال به عنوان نام رسمی اعلام نشد. در ۲۸ ژوئن ۱۹۶۸، کنگره قانون تعطیلات دوشنبه یکنواخت را تصویب کرد که چهار تعطیلی، از جمله روز یادبود، را از تاریخ‌های سنتی خود به یک دوشنبه مشخص منتقل کرد تا یک تعطیلی سه روزه ایجاد شود. این تغییر، روز یادبود را از تاریخ سنتی ۳۰ مه به آخرین دوشنبه ماه مه منتقل کرد. این قانون در سطح فدرال در سال ۱۹۷۱ به اجرا درآمد.
در سال ۱۹۱۳، یک کهنه سرباز ایندیانا گلایه کرد که جوانان متولد شده پس از جنگ «تمایل ... به فراموش کردن هدف روز یادبود و تبدیل آن به روزی برای بازی، مسابقه و عیش و نوش، به جای روزی برای خاطره و اشک» دارند. در سال ۱۹۱۱، برنامه‌ریزی مسابقه اتومبیلرانی ایندیاناپلیس موتور اسپیدوی، که بعدها ایندیاناپولیس ۵۰۰ نام گرفت، به شدت توسط GAR کهنه و رو به پیری مخالف بود. مجلس ایالتی در سال ۱۹۲۳ برگزاری مسابقه را در روز تعطیل رد کرد. با این حال، لژیون آمریکایی جدید و مقامات محلی خواستار ادامه مسابقه بودند، بنابراین فرماندار وارن مک کری لایحه را وتو کرد و مسابقه ادامه یافت.